# Euphyia insignata
Euphyia insignata är en fjärilsart som beskrevs av Kautz 1922. Euphyia insignata ingår i släktet Euphyia och familjen mätare. Inga underarter finns listade i Catalogue of Life.